# Kittipong Boonmawan
Kittipong Boonmawan (* 16. Mai 1996) ist ein thailändischer Leichtathlet, der sich auf den Hammerwurf spezialisiert hat und momentan Inhaber des Landesrekordes ist.

## Karriere
Erste internationale Erfahrungen sammelte Kittipong Boonmawan im Jahr 2013, als er bei den Südostasienspielen in Naypyidaw mit einer Weite von 54,79 m den vierten Platz belegte. Zwei Jahre darauf wurde er bei den Südostasienspielen in Singapur mit 58,30 m Fünfter und 2017 gewann er bei den Südostasienspielen in Kuala Lumpur mit neuem Landesrekord von 65,49 m die Silbermedaille hinter dem Malaysier Jackie Wong Siew Cheer. 2018 nahm er erstmals an den Asienspielen in Jakarta teil und erreichte dort mit 63,38 m Rang zehn. Im Jahr darauf schied er bei den Asienmeisterschaften in Doha mit 62,74 m in der Qualifikation aus und siegte im Dezember mit der Egalisierung seines eigenen Landesrekordes aus dem Jahr 2018 von 67,56 m bei den Südostasienspielen in Capas. 2020 verbesserte er den Landesrekord auf 68,00 m und 2022 gewann er bei den Südostasienspielen in Hanoi mit 64,54 m die Silbermedaille hinter Jackie Wong Siew Cheer. 2023 siegte er bei den Südostasienspielen in Phnom Penh mit 64,49 m und belegte anschließend mit 62,14 m den achten Platz bei den Asienmeisterschaften in Bangkok. Ende September wurde er bei den Asienspielen in Hangzhou mit 55,20 m 13. 2025 wurde er bei den Asienmeisterschaften in Gumi mit 61,81 m Zwölfter.
In den Jahren 2020, 2021 und 2024 wurde Boonmawan thailändischer Meister im Hammerwurf.